# امپراتوری بوردواک
امپراتوری بوردواک یک مجموعه تلویزیونی آمریکایی مربوط به دورهٔ ممنوعیت الکل در این کشور است که از شبکه اچ‌بی‌او پخش می‌شد. ترنس وینتر نویسنده این مجموعه تلویزیونی است. او داستان این سریال را از کتابی در مورد زندگی ایناک لوویس جانسون به نام امپراتوری بوردواک: ظهور، اوج‌گیری و فساد آتلانتیک سیتی گرفته‌است.
قسمت نخست این مجموعه تلویزیونی به کارگردانی مارتین اسکورسیزی و با هزینه ۱۸ میلیون دلار ساخته شد. در ۱ سپتامبر ۲۰۰۹ (۱۰ شهریور ۱۳۸۸) شبکه اچ‌بی‌او این مجموعه را در ۱۲ قسمت برای فصل یکم برگزید. پخش مجموعه از ۹ سپتامبر ۲۰۱۰ (۱۸ شهریور ۱۳۸۹) آغاز شد و ۲۶ اکتبر ۲۰۱۴ به پایان رسید. این مجموعه شامل ۵ فصل و ۵۶ قسمت می‌باشد.
امپراتوری بوردواک  به خاطر سبک بصریش و توجه به وقایع تاریخی و همچنین به خاطر بازی فوق العاده استیو بوشمی در نقش اول سریال از سوی منتقدان به‌طور گسترده‌ای مورد تحسین قرار گرفت. این سریال ۱۲ جایزه امی و جایزه بهترین مجموعه تلویزیونی درام گلدن گلوب را از آن خود کرده‌است.

## چهارچوب کلی داستان
امپراتوری بوردواک یک درام تاریخی است که بر زندگی ایناک "ناکی" تامپسون (بر پایه شخصیت تاریخی ایناک لوویس جانسون) تمرکز دارد. ناکی تامپسون سیاستمداری است که در شهر آتلانتیک سیتی ظهور پیدا می‌کند و کنترل این شهر را در طول دوره ممنوعیت الکل در ایالات متحده بین دهه ۱۹۲۰ تا ۱۹۳۰ در اختیار می‌گیرد. ناکی در زندگی سیاسی و شخصی خود با افراد مختلفی از جمله تبهکاران، سیاستمداران، مامورین دولتی و مردم عادی در تعامل و ارتباط است. دولت فدرال نیز علاقه‌مند است تا از قاچاق مشروبات الکلی و سایر فعالیت‌های غیرقانونی در منطقه آگاهی پیدا کند و بدین منظور مامورینی را برای تحقیق در مورد ارتباط‌های تبهکارانه احتمالی به این شهر اعزام می‌کند. این مامورین پس از ورود به آتلانتیک سینی متوجه سبک زندگی اشرافی ناکی می‌شوند و رد پای او را در برخی از جنایت‌ها کشف می‌کنند.
| فصل‌ها | فصل‌ها | قسمت‌ها | تاریخ پخش                        | تاریخ پخش                    | تاریخ انتشار دی‌وی‌دی و بلوری   | تاریخ انتشار دی‌وی‌دی و بلوری | تاریخ انتشار دی‌وی‌دی و بلوری     |
| فصل‌ها | فصل‌ها | قسمت‌ها | قسمت نخست                        | قسمت پایانی                  | ناحیه ۱                       | ناحیه ۲                     | ناحیه ۴                         |
| ----- | ----- | ------ | -------------------------------- | ---------------------------- | ----------------------------- | --------------------------- | ------------------------------- |
|       | ۱     | ۱۲     | ۱۹ سپتامبر ۲۰۱۰ (۲۸ شهریور ۱۳۸۹) | ۵ دسامبر ۲۰۱۰ (۱۴ آذر ۱۳۸۹)  | ۱۰ ژانویه ۲۰۱۲ (۲۰ دی ۱۳۹۰)   | ۱۲ ژانویه ۲۰۱۲ (۲۲ دی ۱۳۹۰) | ۱۱ ژانویه ۲۰۱۲ (۲۱ دی ۱۳۹۰)     |
|       | ۲     | ۱۲     | ۲۵ سپتامبر ۲۰۱۱ (۳ مهر ۱۳۹۰)     | ۱۱ دسامبر ۲۰۱۱ (۲۰ آذر ۱۳۹۰) | ۲۸ آگوست ۲۰۱۲ (۷ شهریور ۱۳۹۱) |                             | ۵ سپتامبر ۲۰۱۲ (۱۵ شهریور ۱۳۹۱) |
|       | ۳     | ۱۲     | ۱۶ سپتامبر ۲۰۱۲ (۲۶ شهریور ۱۳۹۱) | ۲ دسامبر ۲۰۱۲ (۱۲ آذر ۱۳۹۱)  |                               |                             |                                 |
|       | ۴     | ۱۲     | ۸ سپتامبر ۲۰۱۳ (۱۷ شهریور ۱۳۹۲)  | ۲۴ نوامبر ۲۰۱۳ (۳ آذر ۱۳۹۲)  |                               |                             |                                 |
|       | ۵     | ۸      | ۷ سپتامبر ۲۰۱۴ (۱۶ شهریور ۱۳۹۳)  | ۲۴ اکتبر ۲۰۱۴ (۲ آبان ۱۳۹۳)  |                               |                             |                                 |

## بازیگران و شخصیت‌ها

### بازیگران اصلی
- استیو بوشمی در نقش ایناک "ناکی" تامپسون - خزانه‌دار فاسد آتلانتیک سیتی و قدرتمندترین چهره سیاسی این شهر، بر پایه شخصیت واقعی ایناک لوویس جانسون.
- مایکل پیت در نقش جیمی دارمودی
- کلی مکدونالد در نقش مارگارت شرودر/تامپسون – زنی بیوه، مادری جوان و صاحب سه فرزند که در ابتدا معشوقه و سپس همسر ناکی می‌شود.
- مایکل شانون در نقش نلسون ون آلدن/جرج مولر – از ماموران فدرال و مجری قانون ممنوعیت الکل و مسئول تحقیق در مورد گروه‌های تبهکاری که در تولید و توزیع قاچاقی الکل در آتلانتیک سیتی نقش دارند. او بعدها پس از به قتل رسیدن همکارش "سبسو" از آتلانتیک سیتی می‌گریزد و با نام مستعار "جورج مولر" در یک گروه تبهکار در شیکاگو به رهبری فردی به نام "دین اوبراین" اقدام به توزیع و قاچاق مشروبات الکی می‌کند.
- شیا ویگهام در نقش الیاس "الی" تامپسون – برادر کوچکتر ناکی می‌باشد. او در ابتدا کلانتر آتلانتیک سیتی بود و بعدها به دار و دسته ناکی پیوست.
- مایکل استولبارگ در نقش آرنولد روتستین – تبهکار پر نفوذ و قدرتمند نیویورک که با ناکی کارهای تجاری می‌کند. لاکی لوچانو، میر لانسکی و باگزی سیگل برای او کار می‌کنند.
- استیفن گراهام در نقش آل کاپون – تبهکار خشن شیکاگویی و دست راست جانی توریو سر دسته مافیای تبهکاران شیکاگو
- وینسنت پیازا در نقش لاکی لوچانو – تبهکار نیویورکی و از همکاران آرنولد روتستین
- مایکل کی ویلیامز در نقش آلبرت "چاکی" وایت – تبهکار حرفه‌ای آتلانتیک سیتی
- آنتونی لاسیورا در نقش ادی کسلر – دستیار و خدمتکار شخصی ناکی
- پال اسپارکس در نقش میچسلاو "مایکی دویل" کوسیک – از تبهکاران آتلانتیک سیتی این نقش بر پایه شخصیتی واقعی به نام مایکی دافی می‌باشد.
- جک هیوستون در نقش ریچارد هاروو – مردی با یک ماسک روی صورت، او از سربازان آمریکا در جنگ جهانی اول بوده‌است. نیمی از صورت او در اثر جراحات جنگی متلاشی شده‌استو به همین دلیل او از یک ماسک استفاده می‌کند. ریچارد در میانه سریال با جیمی دارمودی دوست می‌شود.
- گرچن مول در نقش جیلیان دارمودی – او مادر جیمی و از دوستان ناکی است.